# Gia tộc Arima
Gia tộc Arima (有馬氏 (Hữu Mã thị) Arima-shi) là một gia tộc samurai Nhật Bản.

## Hizen Arima
Nhánh gia tộc chính của gia tộc Arima cũng được gọi là gia tộc Hizen-Arima (肥前有馬氏 (Phì Tiền Hữu Mã thị) Hizen-Arima-shi), dựa theo tỉnh quê nhà gia tộc. Gia tộc này cho rằng họ có nguồn gốc từ Fujiwara Sumitomo (m. 941 SCN), người sống tại tỉnh Iyo sau thời kỳ chiến tranh Tengyō no Ran. Trong những năm cuối thời kỳ Muromachi, Arima Haruzumi là một thuộc hạ đầy quyền lực của Mạc phủ Ashikaga và kiểm soát bán đảo Shimabara ở phía bắc Kyushu, và do đó kiểm soát việc thông thương giữa Nhật Bản và Bồ Đào Nha. Trong thời kỳ Chiến quốc, hậu duệ của ông là Arima Harunobu đã liên minh với gia tộc Shimazu ở vùng Kagoshima chống lại gia tộc Ryūzōji ở trận Okitanawate. Ngay sau đó, Toyotomi Hideyoshi đã xâm chiếm Kyushu và bằng cách nhanh chóng tham gia vào lực lượng đồng minh cùng với ông ta, gia tộc Arima đã được chắc chắn giữ được các lãnh địa vốn có.
Tuy nhiên, sau khi bắt đầu Edo, Arima Harunobu không còn được tin dùng do các sự kiện trong sự cố Okamoto Daihachi, và cuối cùng ông bị thuyên chuyển khỏi lãnh địa của mình cũng như bị kết án tử hình bởi Tokugawa Ieyasu. Mặc dù con trai ông, Arima Naozumi đã kết hôn với một cô con gái nuôi của Tokugawa Ieyasu, vào thời điểm bắt đầu đàn áp tôn giáo Kirishitan, ông này đã được thuyên chuyển từ phiên Shimabara sang phiên Nobeoka (53,000 koku) ở tỉnh Hyūga vào năm 1614. Trong cuộc nổi loạn Shimabara năm 1637-1638, ông dẫn đầu một lực lượng 4000 quân chống lại các phiến quân Kirishitan, nhiều người trong số các phiến quân từng là chư hầu của Arima.
Năm 1692, Arima Kiyozumi được thuyên chuyển (tức là hạ cấp) từ phiên Nobeoka sang phiên Itoigawa (50,000 koku) ở tỉnh Echigo do những yếu kém trong quản lý phiên trấn dẫn đến một cuộc nổi dậy nông dân. Mặc dù gần bằng kokudaka như Nobeoka, Itoigawa là một lãnh địa ít uy tín hơn, khi mà nó không được có một lâu đài. Tuy nhiên, năm 1695, ông được thuyên chuyển một lần nữa tới phiên Maruoka của tỉnh Echizen, nơi được phép xây dựng một lâu đài. Gia tộc Arima tiếp tục cai trị phiên Maruoka cho đến khi diễn ra Minh Trị Duy tân và việc bãi bỏ hệ thống phiên vào năm 1871. Daimyō cuối cùng của Maruoka, Arima Michizumi phục vụ như jisha-bugyō,  wakadoshiyori và rōjū trong mạc phủ Tokugawa thời Mạc mạt, và là một tử tước trong hệ thống quý tộc kazoku trong thời kỳ Minh Trị.

### Danh sách chọn lọc
Đây là một danh sách chưa hoàn tất, và có thể sẽ không bao giờ thỏa mãn yêu cầu hoàn tất. Bạn có thể đóng góp bằng cách mở rộng nó bằng các thông tin đáng tin cậy.
- Arima Haruzumi
- Arima Harunobu
- Arima Naozumi[2]
- Arima Kiyozumi[2]
- Arima Michizumi

### Gia tộc Murakami-Genji Arima
Gia tộc này, không có liên hệ gì với gia tộc phía trên, tuyên bố mình là hậu duệ của gia tộc Akamatsu và Murakami-Genji.

#### Danh sách chọn lọc
Đây là một danh sách chưa hoàn tất, và có thể sẽ không bao giờ thỏa mãn yêu cầu hoàn tất. Bạn có thể đóng góp bằng cách mở rộng nó bằng các thông tin đáng tin cậy.
- Arima Noriyori (mất 1602)[1]
- Arima Toyouji (1570–1642)[1]